# Matwé Middelkoop
Matwé Middelkoop, född 3 september 1983 i Leerdam, är en nederländsk tennisspelare.
Middelkoop har som högst varit rankad på 18:e plats på ATP-dubbelrankingen. Middelkoop har vunnit 14 dubbeltitlar på ATP-touren.

## Karriär
I februari 2022 besegrade Middelkoop och Robin Haase det sydafrikansk-tyska dubbelparet Lloyd Harris och Tim Pütz i finalen av ABN Amro World Tennis Tournament.

## ATP-finaler

### Dubbel: 25 (12 titlar, 13 andraplatser)
| Teckenförklaring       |
| ---------------------- |
| Grand Slam (0–0)       |
| ATP Finals (0–0)       |
| ATP Masters 1000 (0–0) |
| ATP 500 Series (1–2)   |
| ATP 250 Series (11–11) |

| Finaler efter underlag |
| ---------------------- |
| Hard court (9–7)       |
| Grus (3–5)             |
| Gräs (0–1)             |

| Resultat | V–F   | Datum          | Turnering                        | Kategori   | Underlag       | Medspelare        | Motståndare                          | Resultat               |
| -------- | ----- | -------------- | -------------------------------- | ---------- | -------------- | ----------------- | ------------------------------------ | ---------------------- |
| Vinnare  | 1–0   | Februari 2016  | Sofia Open, Bulgarien            | 250 Series | Hard court (i) | Wesley Koolhof    | Philipp Oswald Adil Shamasdin        | 5–7, 7–6(11–9), [10–6] |
| Vinnare  | 2–0   | Juli 2016      | Austrian Open, Österrike         | 250 Series | Grus           | Wesley Koolhof    | Dennis Novak Dominic Thiem           | 2–6, 6–3, [11–9]       |
| Vinnare  | 3–0   | Januari 2017   | Sydney International, Australien | 250 Series | Hard court     | Wesley Koolhof    | Jamie Murray Bruno Soares            | 6–3, 7–5               |
| Tvåa     | 3–1   | Februari 2017  | Rotterdam Open, Nederländerna    | 500 Series | Hard court (i) | Wesley Koolhof    | Ivan Dodig Marcel Granollers         | 6–7(5–7), 3–6          |
| Tvåa     | 3–2   | Juli 2017      | Swedish Open, Sverige            | 250 Series | Grus           | Sander Arends     | Julian Knowle Philipp Petzschner     | 2–6, 6–3, [7–10]       |
| Vinnare  | 4–2   | September 2017 | St. Petersburg Open, Ryssland    | 250 Series | Hard court (i) | Roman Jebavý      | Julio Peralta Horacio Zeballos       | 6–4, 6–4               |
| Vinnare  | 5–2   | Januari 2018   | Maharashtra Open, Indien         | 250 Series | Hard court     | Robin Haase       | Pierre-Hugues Herbert Gilles Simon   | 7–6(7–5), 7–6(7–5)     |
| Vinnare  | 6–2   | Februari 2018  | Sofia Open, Bulgarien (2)        | 250 Series | Hard court (i) | Robin Haase       | Nikola Mektić Alexander Peya         | 5–7, 6–4, [10–4]       |
| Tvåa     | 6–3   | April 2018     | Hungarian Open, Ungern           | 250 Series | Grus           | Andrés Molteni    | Dominic Inglot Franko Škugor         | 7–6(10–8), 1–6, [8–10] |
| Tvåa     | 6–4   | Maj 2018       | Lyon Open, Frankrike             | 250 Series | Grus           | Roman Jebavý      | Nick Kyrgios Jack Sock               | 5–7, 6–2, [9–11]       |
| Tvåa     | 6–5   | Juni 2018      | Antalya Open, Turkiet            | 250 Series | Gräs           | Sander Arends     | Marcelo Demoliner Santiago González  | 5–7, 7–6(8–6), [8–10]  |
| Vinnare  | 7–5   | Juli 2018      | Croatia Open Umag, Kroatien      | 250 Series | Grus           | Robin Haase       | Roman Jebavý Jiří Veselý             | 6–4, 6–4               |
| Tvåa     | 7–6   | September 2018 | St. Petersburg Open, Ryssland    | 250 Series | Hard court (i) | Roman Jebavý      | Matteo Berrettini Fabio Fognini      | 6–7(6–8), 6–7(4–7)     |
| Tvåa     | 7–7   | Januari 2019   | Qatar Open, Qatar                | 250 Series | Hard court     | Robin Haase       | David Goffin Pierre-Hugues Herbert   | 7–5, 4–6, [4–10]       |
| Tvåa     | 7–8   | Februari 2019  | Open 13, Frankrike               | 250 Series | Hard court (i) | Ben McLachlan     | Jérémy Chardy Fabrice Martin         | 3–6, 7–6(7–4), [3–10]  |
| Tvåa     | 7–9   | April 2019     | Grand Prix Hassan II, Marocko    | 250 Series | Grus           | Frederik Nielsen  | Jürgen Melzer Franko Škugor          | 4–6, 6–7(6–8)          |
| Tvåa     | 7–10  | September 2019 | Zhuhai Championships, Kina       | 250 Series | Hard court     | Marcelo Demoliner | Sander Gillé Joran Vliegen           | 6–7(2–7), 6–7(4–7)     |
| Vinnare  | 8–10  | Oktober 2019   | Kremlin Cup, Ryssland            | 250 Series | Hard court (i) | Marcelo Demoliner | Simone Bolelli Andrés Molteni        | 6–1, 6–2               |
| Vinnare  | 9–10  | Februari 2020  | Córdoba Open, Argentina          | 250 Series | Grus           | Marcelo Demoliner | Leonardo Mayer Andrés Molteni        | 6-3, 7-6(7-4)          |
| Tvåa     | 9–11  | Oktober 2020   | St. Petersburg Open, Ryssland    | 500 Series | Hard court (i) | Marcelo Demoliner | Jürgen Melzer Édouard Roger-Vasselin | 2–6, 6–7(4–7)          |
| Tvåa     | 9–12  | Oktober 2020   | European Open, Belgien           | 250 Series | Hard court (i) | Rohan Bopanna     | John Peers Michael Venus             | 3–6, 4–6               |
| Tvåa     | 9–13  | Juli 2021      | Austrian Open, Österrike         | 250 Series | Grus           | Roman Jebavý      | Alexander Erler Lucas Miedler        | 5–7, 6–7(5–7)          |
| Vinnare  | 10–13 | Augusti 2021   | Winston-Salem Open, USA          | 250 Series | Hard court     | Marcelo Arévalo   | Ivan Dodig Austin Krajicek           | 6–7(5–7), 7–5, [10–6]  |
| Vinnare  | 11-13 | Oktober 2021   | Kremlin Cup, Ryssland            | 250 Series | Hard court (i) | Harri Heliövaara  | Tomislav Brkić Nikola Ćaćić          | 7-5, 4-6, [11–9]       |
| Vinnare  | 12–13 | Februari 2022  | Rotterdam Open, Nederländerna    | 500 Series | Hard court (i) | Robin Haase       | Lloyd Harris Tim Pütz                | 4–6, 7–6(7–5), [10–5]  |